# Territorio de Tehuantepec
El Istmo de Tehuantepec, o simplemente Tehuantepec, fue un territorio federal de México. El territorio existió entre 1853 y 1857.

## Historia
El territorio fue establecido por el presidente Antonio López de Santa Anna, a petición de Gregorio Meléndez ("Che Gorio Melendre"), un gobernante local del pueblo de Juchitán que había ayudado a Santa Anna en su toma del poder. Los estados de Oaxaca y Veracruz tuvieron que ceder parte de su superficie para la formación del territorio, y el puerto de Minatitlán ubicado en el Golfo de México se convirtió en la capital. Santa Anna esperaba construir un ferrocarril o un canal en el Istmo de Tehuantepec, pero este plan resultó inviable.
Con la proclamación de la Constitución de 1857, dos años después de la caída de Santa Anna, fue disuelto el territorio y reintegrado a los estados de los cuales surgió.